# Озарк (округ)
Округ Озарк (англ. Ozark County) — округ штата Миссури, США. Население округа на 2009 год составляло 9315 человек. Административный центр округа — город Гейнсвилл.

## История
Округ Озарк основан в 1841 году.

## География
Округ занимает площадь 1934.7 км2.

## Демография
Согласно оценке Бюро переписи населения США, в округе Озарк в 2009 году проживало 9315 человек. Плотность населения составляла 4.8 человек на квадратный километр.